# Werbkowice (gromada)
Werbkowice – dawna gromada, czyli najmniejsza jednostka podziału terytorialnego Polskiej Rzeczypospolitej Ludowej w latach 1954–1972.
Gromady, z gromadzkimi radami narodowymi (GRN) jako organami władzy najniższego stopnia na wsi, funkcjonowały od reformy reorganizującej administrację wiejską przeprowadzonej jesienią 1954 do momentu ich zniesienia z dniem 1 stycznia 1973, tym samym wypierając organizację gminną w latach 1954–1972.
Gromadę Werbkowice z siedzibą GRN w Werbkowicach utworzono – jako jedną z 8759 gromad na obszarze Polski – w powiecie hrubieszowskim w woj. lubelskim na mocy uchwały nr 8 WRN w Lublinie z dnia 5 października 1954. W skład jednostki weszły obszary dotychczasowych gromad Kotorów, Łysa Góra, Konopne, Malice, Werbkowice i Wilków ze zniesionej gminy Werbkowice w tymże powiecie. Dla gromady ustalono 22 członków gromadzkiej rady narodowej.
1 stycznia 1960 do gromady Werbkowice włączono obszar zniesionej gromady Terebiniec w tymże powiecie.
1 stycznia 1969 do gromady Werbkowice włączono wsie Podhorce i Alojzów ze zniesionej gromady Gozdów w tymże powiecie.
Gromada przetrwała do końca 1972 roku, czyli do kolejnej reformy gminnej. 1 stycznia 1973 w powiecie hrubieszowskim reaktywowano gminę Werbkowice.